# Guy Frappart
Pour les articles homonymes, voir Frappart.
Guy Frappart est un footballeur français né le 26 février 1960 à Thiant (Nord). 
Il a été milieu de terrain au CS Sedan Ardennes puis à l'US Valenciennes Anzin, dans les années 1980.
Il est responsable de l'École de football de Valenciennes FC, depuis 2007.